# 誠孝皇后
誠孝皇后（せいこうこうごう）は、明の洪熙帝の皇后。姓は張氏。

## 経歴
帰徳府永城県の人。張麒と仝氏の娘。洪武28年（1395年）、燕王朱棣（後の永楽帝）の世子の朱高熾（後の洪熙帝）にとつぎ、妃（正室）となった。
永楽2年（1404年）、皇太子妃に立てられた。張氏は舅姑に孝事した。永楽帝は朱高熾を気に入らず、廃太子も検討したが、張氏のことは気に入っていたという。
洪熙帝が即位すると皇后に立てられた。張麒には彭城伯が贈られた。実子の宣徳帝が即位すると、皇太后となった。
宣徳10年（1435年）、10歳で英宗が即位すると、太皇太后となった。慎み深い態度で朝政を聴い、政務に適切な助言を与えた。賢后として名高い。正統7年（1442年）、崩じた。 誠孝恭粛明徳弘仁順天啓聖昭皇后の諡が贈られた。
中国の諸王朝では、皇太子妃から太皇太后となり、しかも血筋はいずれも後の皇室に繋がっているのは張氏ただ一人である。

## 子女
- 朱瞻基（宣徳帝）
- 朱瞻墉（越靖王）
- 朱瞻墡（襄憲王）
- 嘉興公主

## 伝記資料
- 『明仁宗実録』
- 『明宣宗実録』
- 『恵安伯永城張昇墓志銘』（張昇は誠孝皇后の同母兄）